# Mama Marjas
Maria Germinario, meglio conosciuta nel settore musicale con il nome di Mama Marjas (Santeramo in Colle, 22 ottobre 1986), è una cantante italiana.

## Carriera
Nata e cresciuta a Santeramo, è da sempre legata a Taranto, città originaria della madre, dove si è poi successivamente trasferita  . Ha cominciato a cantare con il gruppo dei genitori, il Trio International e dopo l'International Band, che si esibiva principalmente nei matrimoni e nelle feste di piazza. Inizia come Mc nel sound system lucano Kianka town e successivamente prende la strada solista, dal 2009 al 2012 pubblica tre album, il sound è prevalentemente reggae ma spazia fino ad arrivare a sonorità più afro e caraibiche. Ha studiato violino al conservatorio Duni di Matera, abbandonando gli studi al settimo anno.
Nel 2014 ha collaborato con i 99 Posse alla riedizione della storica hit “Curre Curre Guagliò” nella quale è stato presente anche Alborosie, con i 99 posse ha poi condiviso la tournée italiana, tra le tante tappe si ricorda quella del primo maggio a Taranto, nel 2014, davanti a più di centomila persone.
Nel 2013 collabora con Clementino nel pezzo “Rovine”.
Ha suonato con Paolo Fresu ed ha ricevuto il premio “Le strade di San Nicola” come migliore artista pugliese in Italia.
Nel 2012 Mama Marjas e Miss Mykela, dopo anni di collaborazione live, si sono unite per la prima volta in un unico album ed hanno creato WE LADIES.
Reggae music di alto livello internazionale registrata e mixata dal produttore Adrian Sherwood, per una produzione Love University Records curata da Don Ciccio. Il successivo tour ha portato Mama Marjas sui palchi italiani a cominciare dal grande concerto del primo maggio in piazza San Giovanni a Roma, sino al Mi Ami Festival di Milano, il Ferrock di Vicenza, Rock in Roma, Acqua in Testa, Gusto Dopa al Sole, Battiti live, Medimex e altri.
Si è più volte esibita in diversi club londinesi, ha fatto tappa anche a Miami, a Los Angeles, al Womex, in Grecia, allo Sziget, in Ungheria, al Colors of Ostrava, in Repubblica Ceca e al Meyouzik Festival, in Lussemburgo.
Dai suoi primi singoli nel 2007, attraverso i suoi primi due album B-Lady e 90, rispettivamente del 2009 e del 2011, fino alle tante collaborazioni con personaggi diversi fra i quali: 99 Posse, Neffa, Tre Allegri Ragazzi Morti, Africa Unite, Ensi, Clementino e molti altri.

## Discografia
- 2009 - B-lady
- 2011 - 90
- 2012 - We ladies
- 2015 - Mama

## Collaborazioni
- 2010 - Tre Allegri Ragazzi Morti - La cattedrale del dub (feat. Mama Marjas)
- 2010 - Africa Unite - The Lady (feat Mama Marjas) album ROOTZ
- 2011 - Clementino - Rovine (feat. Mama Marjas)
- 2012 - Ensi - Era tutto un sogno (feat. Mama Marjas)
- 2014 - 99 Posse - Curre Curre Guagliò Still Running (feat. Mama Marjas ed Alborosie)
- 2014 - SHAKALAB GET UP & MOVE ft. MAMA MARJAS[3]
- 2015 - Clementino - Oracolo del sud (feat. Mama Marjas & Boomdabash)
- 2016 - 99 Posse - Combat Reggae (feat Mama Marjas)
- 2016 - The Night Skinny - Indian Tweet Posse 2 (feat. Clementino, Ensi, Louis Dee, Lord Bean, Johnny Marsiglia, Mara Marjas, E-Green, Er Costa, Nex Cassel, Nigga Dium, Ghali)